# Big Owl
Big Owl (Velika sova; Giant, Owl-Man, Old Man Big Owl, Big Owl Witch, Owl Man Giant, Owl-Man Monster, Big-Owl, Big Owl Man, Big Owl Monster), Velika sova je zlonamjerni i opasni div koji se često koristi kao "bauk" u dječjim pričama. U nekim plemenima Apača, Velika sova također igra važniju mitološku ulogu kao rani protivnik Ratnih blizanaca. Kao i druga legendarna bića Apača, Velika sova se ponekad opisuje kao ljudski oblik (u ovom slučaju ljudožder), a ponekad životinjski (u ovom slučaju rogata sova dovoljno velika da odnese dijete.)